# Volkswagen Brasilia
De Volkswagen Brasilia is een Braziliaans type Volkswagen, met luchtgekoelde motor van 1600 cc, gebouwd tussen 1975 en 1982 in Volkswagen-fabrieken in Brazilië en Mexico, en geassembleerd in Nigeria op basis van CKD-kits. In die landen bestaan nog veel exemplaren.

Er zouden twee auto's van dit type in de Verenigde Staten rijden en één in België (West-Vlaanderen). De auto is nooit officieel in Nederland geïmporteerd, wel in Suriname waar veel Brasilia's werden gebruikt.
In Brazilië gebruikte deze auto als brandstof een mengsel van benzine en ethanol.